# Hugh Spooner
Hugh Spooner (* 25. November 1957 in Toronto) ist ein ehemaliger kanadischer Sprinter.
Bei den Olympischen Spielen 1976 in Montreal kam er in der 4-mal-100-Meter-Staffel auf den achten Platz.
Seine persönliche Bestzeit über 100 Meter von 10,3 s stellte er 1976 auf.